# Thalysia
Thalysia (altgriechisch Θαλύσια, nach θάλλω thállō, deutsch ‚blühen‘) war im antiken Griechenland ein Erntefest, das zu Ehren der Göttin Demeter gefeiert wurde.

## Beschreibung
Auf das hohe Alter des Festes weist seine Erwähnung bereits bei Homer hin. In der Ilias ist es ein Fest zu Ehren aller Götter, der Oineus vergisst bei seinem Opfer jedoch die Göttin Artemis, die daraufhin den Kalydonischen Eber das Land verwüsten lässt.
Das siebte Idyll Theokrits spielt am Tag der Thalysia auf der Insel Kos. Bei ihm ist das Fest der Demeter gewidmet. Ihren Altar hatte sie auf der Tenne, auf der Korn für sie aufgeschüttet wurde, nach Beendigung der Feldarbeiten wurden die Werkzeuge in diesen Kornhaufen gesteckt. Daneben stand ein Kultbild der Demeter, das Korngarben und Mohnblumen hielt. Von einem Opfer spricht Theokrit nicht, bei ihm wird die Göttin mit einem Festmahl geehrt, zu dem Gäste geladen werden und bei dem die Festteilnehmer auf frisch geschnittenen Binsen und Weinrebenblättern liegen.
Ansonsten liegen nur vereinzelt Berichte vor, die auf das Fest hinweisen. Athenaios berichtet, dass das aus dem ersten Korn gebackene Brot Thalysion (θαλύσιον) geheißen habe, Nonnos von Panopolis nennt jedes Erstlingsopfer Thalysia und benutzt das Wort als Bezeichnung für eine Priesterin der Demeter.

## Rezeption
Davon abgeleitet nannte sich die von Eduard Baltzer gegründete Vegetarierzeitschrift Thalysia. Baltzer nennt „Thalysianismus“ die natürliche Lebensweise der Vegetarier. Danach benutzten etliche vegetarische Gaststätten den Namen. Es gab auch in der Reformkleidungsbewegung ein danach benanntes Kleid.
In Leipzig gründete Ende der 1920er Jahre Paul Garms einen Verlag mit dem Namen Thalysia und veröffentlichte unter anderem die Thalysia-Monatshefte sowie ein Thalysia-Handbuch für Gesundheitspflege.